# 青木彰
青木 彰（あおき あきら、1926年（大正15年）7月4日 - 2003年（平成15年）12月16日）は、日本のジャーナリスト、コミュニケーション学者。メディア評論家。
筑波大学教授、東京情報大学教授、産業経済新聞社取締役編集局長。

## 来歴・人物
東京生まれ。父は元海軍大佐青木泰二郎。東京府立六中から海軍兵学校に75期生として入学するが、敗戦により急遽卒業生となる。
1949年に東京大学文学部教育学科卒業後、産業経済新聞社に入社。1951年に女優佐々木すみ江と結婚する。社会部記者として活躍し、東京本社社会部長、大阪、東京編集局長を経て取締役に選任される。
編集局長時代、産経新聞社長に復帰した鹿内信隆は、息子春雄の「教育係」を頼んできたという。しかし青木は承諾せず、1977年にフジ新聞社社長に就任するが、その1年後、産経を去る。社会部育ちの青木の退社で、編集現場に残っていた反鹿内の気運もほぼ潰える格好となった。
1978年に筑波大学現代語・現代文化学系教授に就任し、マスコミ業界志望の学生のために「青木塾」と呼ばれる私塾を開き、後進の育成に励み、メンバーの総勢は250人以上、メディア業界に進んだものだけでも80人近くにものぼる。筑波大では青木塾のOBおよびOGが講師を務めるオムニバス形式の講座が開講されている。
1990年に退官後は、東京情報大学経営情報学部長、朝日新聞紙面審議会メンバーや日本放送協会情報公開審議委員会委員長などを歴任した。
産経新聞出身の司馬遼太郎とは親交が深く、司馬遼太郎財団常務理事を務めた。
海軍兵学校の最上級生で敗戦を迎え、東大に入りなおしたころ、近所に住んでいた女学生と知り合い、結婚。社会部記者と新劇女優のすれ違いの多い生活だった。「会ってるときは短かったけれど、充実していました」と妻の佐々木すみ江は語る。2003年4月、がんを告知され、「ゆっくり旅行でも行こう」と話し合っていた矢先に亡くなった。葬儀委員長は清原武彦産経新聞社長が務め、「結婚、就職から離婚の相談まで、一人一人とは父と子の関係だった」と塾生を代表して、原田亮介日経ビジネス編集長（のち日本経済新聞論説主幹）が別れの言葉を述べた。

## 著書
- 『私のメディア評論 見る読む叱る』東京新聞出版局、1994年3月。ISBN 978-4808304812。
- 『新聞との約束―戦後ジャーナリズム私論』日本放送出版協会、2000年1月。ISBN 978-4140804919。
- 『新聞力』東京新聞出版局、2003年12月。ISBN 978-4808307974。
- 『司馬遼太郎と三つの戦争 戊辰・日露・太平洋』朝日選書、2004年3月。ISBN 978-4022598479。

## 関連書籍
- 青木塾編、天野勝文編、山本泰夫編『ジャーナリズムの情理ー新聞人・青木彰の遺産』産経新聞出版、2005年12月。ISBN 978-4902970241。